# Dawno, dawno temu
Dawno, dawno temu (ang. Once Upon a Time) – amerykański serial telewizyjny z gatunku fantasy, wyprodukowany przez scenarzystów Edwarda Kitsisa i Adama Horowitza, twórców „Zagubieni” oraz „Tron: Dziedzictwo”. Spin-offem produkcji był, zakończony już, serial „Once Upon a Time in Wonderland”, który opowiadał historię Alicji (Sophie Lowe) w Krainie Czarów.

## Fabuła
Bohaterami serialu są postacie ze świata klasycznych baśni. Są to przede wszystkim: Zła Królowa i Królewna Śnieżka oraz Książę z Bajki, Rumplestiltskin, Babcia i Czerwony Kapturek, siedmiu krasnoludków, Kopciuszek, Książę i żebrak, Śpiąca Królewna, Jaś i Małgosia oraz wiele innych. Dochodziło między nimi do interakcji: Bella była przyjaciółką Mulan i Gburka z grupki 7 krasnoludków, Czerwony Kapturek poznała Kopciuszka, Śnieżka, której kiedyś pomógł czarnoskóry sir Lancelot, polubiła Olbrzyma z baśni o Jasiu i Fasoli, Cruella nawiązała sojusz z Urszulą, natomiast Hook został wrogiem Rumplestiltskina oraz, przez krótki czas, Królowej Kier z Krainy Czarów.
Wszyscy oni zamieszkiwali jedną z wielu krain, zwaną Zaczarowany Las. Inne światy, które w trakcie serialu odwiedzali bohaterowie, to Nibylandia, Oz, Świat Bez Koloru, Camelot, Arendelle, Kraina Czarów czy Otchłań. To tylko kilka z około siedemnastu lub więcej światów. Między nimi można było podróżować za pomocą Magicznego Kapelusza czy fasolek tworzących portale.
Pewnego dnia Regina „Zła Królowa” rzuciła klątwę na mieszkańców Zaczarowanego Lasu. Zrobiła to głównie z powodu szczęścia, jakie Śnieżka zaznała przy boku swego męża, Davida „Księcia z Bajki”, a także dawnej zdrady, jakiej dziewczyna dopuściła się wobec macochy. Klątwa ta nie została przez Reginę stworzona, lecz tylko użyta. Przeniosła swe ofiary do rzeczywistości współczesnej widzom, zwanej Krainą Bez Magii. Utworzyła miasteczko Storybrooke pośrodku lasu, w stanie Maine i umieściła w nim swe ofiary. Tam większość z nich nie pamiętała kim naprawdę są, czas się zatrzymał, magia przestała działać, a nikt z zewnątrz nie miał pojęcia o miasteczku. Bohaterowie nieświadomie odtwarzali niektóre bajkowe wątki ich dotyczące. Akcja w czasie współczesnym przeplatała się z wątkami z ich przeszłości, sprawdzając czy wyciągnęli wnioski ze swych błędów.
Jedyną osobą, która mogła pokonać Reginę, była Emma, córka Królewny Śnieżki i „Księcia z Bajki”, zrodzona z najsilniejszej mocy – z prawdziwej miłości. Jako noworodek, tuż przed uderzeniem klątwy, została przeniesiona do Krainy Bez Magii przez zaczarowaną szafę. Tak uniknęła okrutnego losu zgotowanego przez swą przybraną babcię. Tylko ona, według przepowiedni Rumplestiltskina, miała być zdolna do przełamania klątwy.
W dniu 28. urodzin została sprowadzona do miasteczka przez osobę, po której najmniej by się tego spodziewała – własnego 10-letniego syna. Henry sprzymierzył się z matką, by pokrzyżować plany swej własnej adopcyjnej matki, Reginy oraz pomóc wszystkim w osiągnięciu „...żyli długo i szczęśliwie”.
Najważniejsze wątki w serialu
- Sezon 1:
  - Odcinki 1 – 6: Emma zapuszcza korzenie
  - Odcinki 7 – 13: Niespełniona miłość (Mary Margaret Blanchard i David Nolan)
  - Odcinki 14 – 18: Zaginięcie Kathryn
  - Odcinki 19 – 22: Złamanie klątwy

- Sezon 2:
  - Odcinki 1 – 9: Powrót do Storybrooke (Emma Swan i Mary Margaret Blanchard)
  - Odcinki 10 – 16: Córka młynarza (Cora)
  - Odcinki 17 – 22: Zniszczenie magii (Tamara i Greg Mendell)

- Sezon 3:
  - Odcinki 1 – 11: Odzyskanie Henry’ego z Nibylandii (Piotruś Pan, Cień, Felix i Zagubieni Chłopcy)
  - Odcinki 12 – 22: Zmiana przeszłości/Oz w Storybrooke (Zła Czarownica z Zachodu Oz i Latające małpy)

- Sezon 4:
  - Odcinki 1 – 22: Poszukiwanie autora baśni (Regina Mills, Henry Mills i od 11. odcinka, także Emma Swan oraz Gold)
  - Odcinki 1 – 11: Kraina lodu (Królowa Śniegu, Anna, Elsa i Kristoff z Arendelle)
  - Odcinki 11 – 18: Królowe Ciemności (Maleficent, Urszula, Cruella)
  - Odcinki 19 – 22: Odnalezienie Lily/alternatywna rzeczywistość (Regina Mills i Emma Swan/Izaak Heller)

- Sezon 5:
  - Odcinki 1 – 11: Camelot/DunBroch (król Artur, Ginewra, Merlin, sir Lancelot i Merida)
  - Odcinki 12 – 21: Kraina Umarłych (Hercules, Megara i Hades)
  - Odcinki 22 – 23: Kraina Niedopowiedzianych Historii (dr Henry Jekyll i pan Edward Hyde)

- Sezon 6:
  - Odcinki 1 – 4: Kraina Niedopowiedzianych Historii (dr Henry Jekyll i pan Edward Hyde)
  - Odcinki 1 – 14: Powrót Złej Królowej
  - Odcinki 15 – 22: Ostateczny pojedynek (Gideon i Fiona / Czarna Wróżka)

- Sezon 7:
  - Odcinki 1 – 11: Roszpunka vs. Drizella vs. Matka Gertruda (Lady Tremaine/Victoria Belfrey, Drizella Tremaine/Ivy Belfrey i Matka Gertruda/Eloise Gardener)
  - Odcinki 11 – 15: Odkupienie Drizelli/Ivy (Drizella Tremaine/Ivy Belfrey i Anastazja Tremaine)
  - Odcinki 11 – 17: „Cukierkowy Zabójca” i Zakon Ośmiu Wiedźm
  - Odcinki 18 – 20: Pokonanie Zakonu i złamanie klątwy (Matka Gertruda i Zakon Ośmiu Wiedźm)
  - Odcinki 20 – 22: Życzeniowy Mroczny (Henry (Świat Życzenia) i Rumplestiltskin (Świat Życzenia))

## Obsada

### Główna
W pierwszych sześciu sezonach
- Jared Scott Gilmore – Henry Mills, gościnnie w siódmym
- Jennifer Morrison – Emma Swan, gościnnie w siódmym
- Ginnifer Goodwin – Królewna Śnieżka / Mary Margaret Blanchard, gościnnie w siódmym
- Joshua „Josh” Dallas – David „Książę z Bajki” / David Nolan, gościnnie w siódmym
- Lana Parrilla – Regina „Zła Królowa” / fałszywa Urszula / Regina Mills / Roni, członkini głównej obsady także w siódmym sezonie
- Robert Carlyle – Rumplestiltskin / Mroczny / „Krokodyl” / „Bestia” / Gold / detektyw Weaver, członek głównej obsady także w siódmym sezonie

W różnych sezonach serialu
- Jamie Dornan – Łowca / szeryf Graham Humbert, członek głównej obsady w sezonie pierwszym
- Raphael Sbarge – Jiminy / świerszcz Jiminy / dr Archie Hopper, członek głównej obsady w sezonie pierwszym, gościnnie w siódmym
- Meghan Ory – Czerwony Kapturek / Ruby, członkini głównej obsady w sezonie drugim
- Eion Bailey – dorosły Pinokio / August Wayne Booth, członek głównej obsady w sezonie pierwszym
- Colin O’Donoghue – Killian „Hook” Jones, członek głównej obsady od drugiej połowy sezonu drugiego do końca sezonu szóstego, gościnnie w siódmym
- Michael Raymond-James – dorosły Baelfire / Neal Cassidy, członek głównej obsady w sezonie trzecim
- Emilie de Ravin – Belle / Lacey, członkini głównej obsady od drugiego do szóstego sezonu, gościnnie w siódmym
- Michael Socha – Walet Kier / Will Scarlet, członek głównej obsady w sezonie czwartym
- Sean Maguire – Robin Hood / Robin z Locksley, członek głównej obsady w sezonie piątym
- Rebecca Mader – Zelena „Zła Czarownica z Zachodu”, członkini głównej obsady od piątego do szóstego sezonu, gościnnie w siódmym

W siódmym sezonie
- Alison Fernandez – Lucy Vidrio − Mills, gościnnie w szóstym
- Andrew James West – dorosły Henry Mills, gościnnie w szóstym
- Colin O’Donoghue – Hook (Świat Życzenia) / detektyw Rogers
- Dania Ramirez – Ella „Kopciuszek” / Jacinda Vidrio
- Gabrielle Anwar – Lady Tremaine / Victoria Belfrey
- Mekia Cox – Tiana / Sabine

### Drugoplanowa
- Adelaide Kane – Drizella Tremaine / Ivy Belfrey (s07e01−s07e02 i s07e04−s07e11, s07e13 i s07e13−s07e15)
- Anastasia Griffith – królewna Abigail / Kathryn Nolan (s01e03, s01e05−s01e06, s01e10, s01e13 s01e17−s01e18 i s03e21)
- Amy Manson – Merida (s05e01 i s05e04−s05e06 i s05e09−s05e10 i s05e21−s05e22)
- Barbara Hershey – Cora „Królowa Kier” / córka młynarza (s01e17−s01e18, s02e02−s02e04, s02e07−s02e09, s02e12, s02e13−s02e16, s04e20, s0s05e12 i s05e19)
- Beverley Elliott – wdowa Lucas / babcia Kapturka / barmanka i babcia Ruby (występy przez serie 1–6 i s07e20−s07e22)
- Czarni Rycerze (s01e01, s01e02, s01e03, s01e07, s01e09, s01e16, s01e17, s01e22, s02e07, s02e09, s02e10, s02e11, s02e20, s03e02, s03e06, s03e21, s03e22, s04e20, s04e21, s04e22, s05e12, s06e02, s06e14 i s06e20)
- Daniel Francis – Dr Facilier / Samdi (s07e05, s07e12, s07e14−s07e15, s07e17−s07e18 i s07e20)
- David-Paul Grove – krasnoludek Mędrek (występy przez serie 1–6)
- Deniz Akdeniz – Aladyn (s06e01, s06e05−s06e06, s06e08−s06e10 i s06e15)
- Emma Booth – Matka Gertruda / Eloise Gardener (s07e03 i s07e05−s07e11, s07e13, s07e15 i s07e19s–07e20)
- Emma Caulfield – Ślepa wiedźma (s01e09, s05e12−s05e13 i s05e16, s05e18 i s05e20−s05e21)
- Elizabeth Lail – Anna z Arendelle (s04e01−4e02, s04e04−s04e06 i s04e08−s04e11)
- Elizabeth Mitchell – Ingrid „Królowa Śniegu” / Sarah Fisher (s04e02−s04e10)
- Elliot Knight – Czarodziej / Merlin (s05e01 i s05e05−s05e08 i s05e10)
- Ethan Embry – Owen Flynn / Greg Mendell (s02e12−s02e14, s02e17−s02e22 i s03e01)
- Faustino Di Bauda – krasnoludek Śpioszek / stróż Walter (występy przez serie 1–6)
- Gabe Khouth – krasnoludek Apsik / aptekarz Clark (występy przez serie 1–6)
- Georgina Haig – Elsa z Arendelle „Królowa Lodu” (s03e22 i s04e01−s04e11)
- Giancarlo Esposito – Dżinn / Lustereczko / Sidney Glass (s01e02, s01e07−s01e08, s01e11, s01e14, s01e17−s01e19, s03e02, s03e09, s04e01, s04e05, s05e12 i s06e20)
- Giles Matthey – Gideon (s06e01, s06e09−s06e11, s06e13−s06e19 i s06e21−s06e22)
- Greg Germann – Hades (s05e12−s05e21)
- Jamie Chung – Mulan (s02e01−s02e03, s02e05−s02e06, s02e08−s02e09, s02e11, s02e22, s03e01, s03e03, s05e09 i s05e18)
- Joana Metrass – królowa Ginewra (s05e02−s05e08, s05e10 i s05e22)
- Karen David – Jasmine (s06e04−s06e06, s06e08−s06e10 i s06e15)
- Keegan Connor Tracy – Niebieska Wróżka / Reul Ghorm / Matka przełożona zakonnic (występy przez serie 1–6)
- Kristin Bauer van Straten – Maleficent / Smok / Upiór (s01e02, s01e22, s04e11−s04e16 i s04e18−s04e20)
- Lana Parrilla – „Zła Królowa” (serum) (s05e23, s06e01−s06e10, s06e13−s06e14 i s06e21−s06e22)
- Latające małpy (s03e12−s03e13, s03e15−s03e16, s03e17−s03e20, s05e16, s05e18 i s06e20)
- Lee Arenberg – krasnoludek Marzyciel / krasnoludek Gburek / woźny Leroy (występy przez serie 1–6)
- Liam Garrigan – król Artur (s05e01−s05e10 i s05e21)
- Jaime Murray – Fiona „Czarna Wróżka” (s06e09 i s06e16–s06e22)
- Jeff Pierre – książę Naveen / Drew (s07e12 i s07e17−s07e21)
- Jeffrey Kaiser – krasnoludek Gapcio (występy przez serie 1–5)
- Marilyn Manson (głos; s03e08) – Cień Piotrusia Pana (s02e21, s03e01−s03e04 i s03e06−s03e11)
- Merrin Dungey – Urszula „Morska Wiedźma” (s04e11−s04e16)
- Michael Coleman – krasnoludek Wesołek (występy przez serie 1–6)
- Mig Macario – krasnoludek Nieśmiałek (występy przez serie 1–6)
- Nathan Parsons – Jaś / Nick Branson (s07e08−s07e11 i s07e15−s07e18)
- Parker Croft – Felix (s02e22, s03e01−s03e07 i s03e09−s03e11)
- Patrick Fischler – Izaak Heller / autor baśni Henry’ego (s04e16−s04e22 i s06e16)
- Robbie Kay – młody Malcolm / Flecista z Hameln / Piotruś Pan (s03e01−s03e11, s05e12 i s05e19)
- Robert Carlyle – Rumplestiltskin (duch Mrocznych) (s05e01 – s05e04, s05e07, s05e10 i s06e22)
- Rose McIver – Zielona Wróżka / Dzwoneczek (s03e03−s03e04, s03e08−s03e11, s03e16 i s06e14)
- Rose Reynolds – Alicja / Tilly (s07e01, s07e04, s07e06−s07e08, s07e10, s07e13–s07e14, s07e16 i s07e18–s07e22)
- Sarah Bolger – królewna Aurora / druga „Śpiąca Królewna” (s02e01−s02e03, s02e05−s02e09, s02e22, s03e01, s03e03, s03e12, s03e19, s03e22, s04e07 i s04e14)
- Scott Michael Foster – Kristoff Bjorgman z Arendelle (s04e01, s04e03−s04e04, s04e06, i s04e08−s04e11)
- Sean Maguire – Robin Hood (Świat Życzenia) (s06e09−s06e14 oraz głos w s06e22)
- Sonequa Martin-Green – Tamara (s02e15, s02e18−s02e22 i s03e01)
- Tiera Skovbye – Robin / Margot (s07e10−s07e11, s07e14 i s07e16−s07e22)
- Timothy Webber – Uczeń czarodzieja / Uczeń Merlina (s04e04, s04e08, s04e16, s04e19, s04e21−s04e22, s05e01 i s05e15)
- Victoria Smurfit – Cruella de Vil (s04e11−s04e16, s04e18, s05e12-s05e15, s05e18-s05e21)
- Yael Yurman – Anastazja Tremaine (s07e03, s07e06 i s07e03, s07e06, s07e09−s07e11 i s07e15)

### Gościnna
- Abby Ross – 15-letnia Emma Swan (s03e21, s04e05, s04e10, s04e16 i s04e19)
- Ava Acres – 10-letnia Regina (s05e19)
- Adam Croasdell – Brennan Jones (s05e11)
- Agnes Bruckner – dorosła Lilith „Lily” Paige (s04e19−s04e20 i s04e22)
- Alan Dale – król George / Alan Spencer (s01e06, s01e10, s01e13, s01e18, s02e03, s02e07 i s06e12)
- Alex Desert – dorosły Stanum „Blaszany Drwal” (s06e18)
- Anton Starkman – 10-letni Gideon (s07e04)
- Alexandra Metz – Roszpunka (s03e14)
- Amy Acker – Nova / Różowa Wróżka / zakonnica Astrid (s01e14)
- Andrew Jenkins – rycerz Percival (s05e01, s05e02 i s05e04)
- Austin Obiajunwa – młody Stanum „Blaszany Drwal” (s06e18)
- Bailee Madison – młoda królewna Śnieżka (s01e18, s02e02, s02e15 i s05e13)
- Bernard Curry – Liam Jones (s03e05 i s05e15)
- Brad Dourif – Zoso / poprzedni Mroczny (s01e08, s04e04, s05e07 i s05e10−s05e11)
- Brandon Spink – nastoletni Baelfire (s06e13)
- Brighid Fleming i Shannon Lucio – Jasnowidzka (s02e14)
- Caroline Ford – Nimue / pierwsza Mroczna (s05e07 i s05e10−s05e11)
- Caroline Morahan – królowa Elinor (s05e09)
- Carolyn Hennesy – Myrna (s01e05)
- Cassidy Freeman – Jacqueline (s02e13)
- Cerber (s05e13)
- Chad Michael Collins – Gerhardt Frankenstein / Potwór Frankensteina (s02e05 i s02e12)
- Chad Rook – kapitan Ahab (s07e13)
- Charles Mesure – Czarnobrody (s03e17, s03e21, s04e09, s04e22 i s06e16)
- Craig Horner – hrabia Monte Christo (s06e02)
- Charon (s05e10−s05e12)
- Christie Laing – Lady Marian (s02e19, s03e21−s03e22, s04e01, s04e03, s04e11, s04e17 i s04e19)
- Christopher Gauthier – William Smee (s02e04, s02e11, s02e21−s02e22, s03e11, s03e17, s03e19, s03e21 i s04e15)
- Christopher Gauthier – William Smee (Świat Życzenia) (s07e06, s07e13)
- Christopher Gorham – Walsh / Czarnoksiężnik z Oz / latająca małpa (s03e12, s03e16 i s03e20)
- Cindy Luna – Cecelia (s0709)
- Costas Mandylor – kapitan Silver (s05e15)
- Dalmatyńczyk „Cinder” – Pongo (s01e01−s01e02, s01e05, s01e13, s02e10−s02e11, s02e17, s04e18, s06e01 i s06e05)
- Czernabog (s04e12)
- David Anders – dr Viktor Frankenstein / doktor Whale (s01e03, s01e06, s01e15, s01e19, s01e22, s02e01−s02e02, s02e05, s02e12 i s02e21, s03e09, s03e13, s03e20, s05e08 i s06e03)
- David Cubitt – Robert (s06e12)
- David de Lautour – Jonathan (s03e18)
- David Hoflin – Zeus (s05e21)
- Dylan Schmid – młody Baelfire (s01e08, s01e19, s02e21−s02e22 i s03e04)
- Ehren Kassam – młody sir Kay (s05e04)
- Eion Bailey – Pinokio (Świat Życzenia) (s06e11)
- Elizabeth Blackmore – Mary Lydgate (s06e04)
- Eric Keenleyside – Sir Maurice / kwiaciarz Moe French (s01e12, s02e04, s03e22, s04e06, s05e11, s05e17 i s05e21)
- Eric Lange – książę Leopold (s03e18)
- Ernie Hudson – Posejdon (s04e15)
- Eva Bourne – księżniczka Eva (s02e16 i s03e18)
- Faran Tahir – kapitan Nemo (s06e06 i s06e14−s06e15)
- Frances O’Connor – Colette (s04e06)
- Freya Tingley – Wendy Darling (s02e21 i s03e07−s03e10)
- Gabrielle Rose – Ruth (s01e06, s02e03, s04e02 i s06e07)
- Geoff Gustafson – krasnoludek Skradek (s01e10, s01e14, s05e20 i s06e10)
- Gil McKinney – książę Eric / rybak w Storybrooke (s03e06, s03e10, s03e17 i s06e15)
- Glenn Keogh – król Fergus (s05e09)
- Graham Verchere – młody uczeń Merlina (s05e07)
- Gregory Itzin – Alphonse Frankenstein (s02e12)
- Greyston Holt – Frederick / wuefista Jim (s01e13)
- Hank Harris – dr Henry Jekyll (s05e22−s05e23, s06e01 i s06e03−s06e04)
- Harry Groener – Martin (s01e05)
- Henri Lubatti – (świecznik) Lumière (s03e15)
- Ingrid Torrance – Przełożona pielęgniarek (s01e12, s01e22, s02e13, s02e19, s04e20, s05e01, s05e06, s05e08, s05e10 i s06e03)
- Isabella Blake-Thomas – 12−letnia Zelena (s05e19 i s06e18)
- Jack Davies – młody Pinokio (s06e20)
- Jakob Davies – młody Pinokio (s01e01, s01e20, s02e18 i s04e13−s04e14)
- Jared Scott Gilmore – Henry (Świat Życzenia) (s06e10−s06e11 i s07e21−s07e22)
- Jarod Joseph – mysz Gus / mechanik Billy (s01e04−s01e05, s01e19, s02e07, s02e17 i s06e03)
- Jason Burkart – Mały John (s03e03, s03e12−s03e13, s03e20, s04e01, s04e17, s04e22 i s05e21−s05e22)
- Joanna García-Swisher – syrenka Ariel (s03e06−s03e07, s03e10, s03e17, s04e15 i s06e15)
- Joanna García-Swisher – Ariel (Świat Życzenia) (s07e21)
- John Rhys-Davies – troll Pabbie (s04e01 i s04e06−s04e07)
- Jonny Coyne – Dr Lydgate (s06e04)
- Jonathan Runyon – książę z Weselton (s04e07)
- Jonathan Whitesell – Hercules (s05e13)
- Jorge Garcia – Olbrzym Anton „maleńki” / krasnoludek Maleńki (s02e06, s02e13 i s02e19)
- Josh Dallas – książę James (s01e06, s02e13, s05e12 i s05e19)
- Julian Morris – książę Filip / potwór Yaoguai / latająca małpa (s02e01, s02e11, s02e22, s03e01, s03e12 i s03e19)
- Kacey Rohl – Megara (s05e13)
- Kate Dion-Richard – Złotowłosa (s06e05)
- Karen Holness – Dobra Czarownica z Północy (s03e20)
- Kevin Ryan – książę Marius (s07e05)
- Kip Pardue – Chad (s07e17)
- Lana Parrilla – Zła Królowa (Świat Życzenia) (s07e07)
- Lee Majdoub – Sir Kay (s05e01)
- Lily Knight – Wiedźma z DunBroch (s05e09)
- Lisa Banes – Lady Tremaine (s06e03)
- Luke Roessler – 6−letni Książę z Bajki / 6−letni książę James (s06e12)
- Matreya Scarrwener – Dorotka Gale (s03e20)
- Matt Kane i James Immekus – dorośli John i Michael Darling (s03e07 i s03e09−s03e10)
- Matty Finochio – Marcus Tremaine (s0709)
- Meegan Warner – Roszpunka (s07e07 i s07e09)
- Mekenna Melvin – Clorinda (s06e03)
- Nicholas Lea – Drwal / mechanik Michael Tillman (s01e09)
- Nick Eversman – dorosły Liam Jones II (s06e06 i s06e15)
- Nicole Munoz – młoda Lilith „Lily” Paige (s04e05 i s04e19)
- Noah Bean – stajenny Daniel (s01e18 i s02e05)
- Oded Fehr – Jafar (s06e01, s06e05 i s06e15)
- Oliver Rice – Król Arendelle / ojciec Anny i Elsy (s04e01)
- Olivia Steele Falconer – Violet (s05e02, s05e04−s05e05 i s05e22)
- Pascale Hutton – Królowa Gerda / matka Anny i Elsy (s04e01 i s04e07)
- Paul Johansson – Gabriel (s06e07)
- Paul Lazenby – Claude (s02e09, s02e11, s03e02 i s05e18)
- Paul Scheer – głos Stracha na wróble z Oz (s05e16)
- Paul Telfer – Lord Macintosh (s05e06 i s05e09)
- Quinn Lord i Karley Scott Collin – Jaś i Małgosia / sieroty Nicholas i Ava Zimmer (s01e09)
- Rachel Shelley – Milah (s02e04, s02e14 i s05e14)
- Raphael Alejandro – Roland, syn Marian i Robina (s03e03, s03e13, s03e15, s03e18, s03e22, s04e01, s04e03, s04e09, s04e11, s04e17, s05e01−s05e02 i s05e21−s05e22)
- Rebecca Wisocky – Madam Faustina (s04e10)
- Rena Sofer – królowa Eva (s02e15)
- Richard Schiff – król Leopold (s01e11, s01e18 i s02e15)
- Robert Carlyle – Rumplestiltskin (Świat Życzenia) (s06e10, s06e11, s07e13 i s07e20 − s07e22)
- Robin Givens – Eudora (s07e05 i s07e12)
- Robbie Kay – Piotruś Pan (Świat Życzenia) (s07e21)
- Rose McGowan – młoda Cora (s02e16 i s03e18)
- Rya Kihlstedt – Cleo Fox (s05e20)
- Ryan Robbins – Sir Morgan (s05e05)
- Sage Brocklebank – Gaston (s01e12)
- Sam Witwer – Edward Hyde (s05e22−s05e23 i s06e01 – s06e04)
- Sara Tomko – Tiger Lily / była Czerwona Wróżka (s06e17, s6e19, s06e22 i s07e10)
- Sally Pressman – Helga (s04e07)
- Sebastian Roche – król Stefan (s04e14)
- Sebastian Stan – Jefferson / Szalony Kapelusznik (s01e17, s01e21−s01e22, s02e02−s02e03 i s02e05)
- Sharon Taylor – Dobra Czarownica ze Wschodu (s03e20)
- Sinqua Walls – Sir Lancelot (s02e03, s05e01, s05e03−s05e04, s05e06 i s05e10)
- Stephen Lord – Malcolm (s03e08, s03e11 i s06e19)
- Sunny Mabrey – Glinda / Dobra Czarownica z Południa (s03e19 i s03e20)
- Suzy Joachim – Madame Leota (s07e10 i s07e11)
- Tara Wilson – młoda Ruth (s06e12)
- Teri Reeves – dorosła Dorotka Gale (s05e16 i s05e18)
- Tim Phillipps – książę Thomas / Sean Herman (s01e04, s01e12 i s06e03)
- Timothy Webber – Piotruś Pan (Świat Życzenia) (s07e21)
- Tom Ellis – pierwszy Robin Hood (s02e19)
- Tony Amendola – Gepetto / zegarmistrz Marco (s01e01, s01e05, s01e20, s02e02, s02e11, s02e17−s02e18, s03e21, s04e13−s04e14, s06e17 i s06e20)
- Tony Perez – książę Henry / Valet / Henry Mills Sr (s01e02, s01e11, s01e17−s01e18, s02e10, scena wycięta w s03e11, s04e20, s05e12, s05e19 i s06e14)
- Torstein Bjørklund – Beowulf (s06e13)
- Tyler Jacob Moore – książę Hans (s04e03 i s04e09)
- Tzi Ma – Smok (s02e18, s05e23 i s06e08)
- Wes Brown – Gaston (s05e17)
- Wil Traval – Szeryf z Nottingham / Keith (s02e19, s04e17, s04e20 i s06e12)
- Wil Traval – Szeryf z Nottingham (Świat Życzenia) (s06e11)
- William Ainscough i Benjamin Cook – młodzi John i Michael Darling (s02e21)
- Wyatt Oleff – 8-letni Rumplestiltskin (s03e08)
- Victoria Smurfit – Cruella de Vil (Świat Życzenia) (s07e21)
- Yvette Nicole Brown (głos) – bogini Urszula (s03e03)

## Nawiązania do kultury
- 101 dalmatyńczyków:
  - sezon 4 odcinek 18 (odcinek Cruello-centryczny)
  - i sezon 7 odcinek 21 (Cruella)
- Aladyn:
  - sezon 1 odcinek 11 (dżin z Agrabahu),
  - sezon 6 odcinek 5 (Aladyn, Jasmina i Jafar),
  - sezon 6 odcinek 8 (dżin z Agrabahu)
  - i sezon 6 odcinek 15.
- Ali Baba i czterdziestu rozbójników:
  - sezon 6 odcinek 5 (Jaskinia Sezamu)
- Alicja w Krainie Czarów:
  - sezon 1 odcinek 17 (Szalony Kapelusznik)
  - sezon 2 odcinek 9 („Królowa Kier”)
  - sezon 7 odcinek 7 (Alicja i Nieskończony Labirynt)
  - i sezon 7 odcinek 4.
  - oraz osobny, zakończony serial „Once Upon a Time in Wonderland”
- Anastazja (film)
  - sezon 6 odcinek 12 (piosenka „Once Upon a December” w tle)
- Babcia Gąska:
  - sezon 1 odcinek 14,
  - sezon 4 odcinek 2 (pastereczka Bo Peep)
  - i sezon 5 odcinek 5 (mnogość dyń).
- Beowulf:
  - sezon 6 odcinek 13 (centryczny).
- Białośnieżka i Różyczka
  - sezon 1 odcinek 15
- Biblia:
  - Mary Margaret tak jako Maria – matka „wybawicielki”,
  - Sezon 1 odcinek 1 (duchowny udzielający ślubu rodzicom Emmy w szatach diakona),
  - Sezon 1 odcinek 6 (walka z Behemotem),
  - Sezon 1 odcinek 6 (Ruth – matka Davida w serialu i babcia biblijnego króla),
  - Sezon 1 odcinek 7 (Graham wspomniał Niebo),
  - Sezon 1 odcinek 14 (wróżki jako rzymskokatolickie zakonnice),
  - Sezon 1 odcinek 19 (statua Maryi dziewicy przy wejściu do zakonu),
  - Sezon 2 odcinek 3 (przydomek sir Lancelota – biblijny „Lewiatan”),
  - Sezon 2 odcinek 12 (celebrowanie wigilii przez Frankensteinów),
  - Sezon 2 odcinek 13 (David jako prawdziwe imię „Księcia z Bajki” oraz jego pojedynek z olbrzymem),
  - Sezon 4 odcinek 19 (modlitwa przed posiłkiem),
  - Sezon 4 odcinek 20 (wspomnienie Mojżesza),
  - Sezon 4 odcinek 21 (napomknięcie o Bar micwie Izaaka Hellera),
  - Sezon 5 odcinek 3 (krzak gorejący),
  - Sezon 5 odcinek 7 (Święty Graal),
  - Sezon 5 odcinek 16 (Hades wspomniał o Szatanie),
  - Sezon 6 odcinek 19 (motyw zwiastowania Maryi)
  - i Sezon 6 odcinek 22 (oddanie życia i zmartwychwstanie Emmy, kuszenie Golda oraz ostatnia wieczerza)
- Brzydkie kaczątko:
  - sezon 6 odcinek 11
- Carrie (powieść):
  - sezon 7 odcinek 19 (młodość Matki Gertrudy)
- Coco (film 2017):
  - sezon 7 odcinek 18
- Czarnoksiężnik z Krainy Oz:
  - sezon 3 odcinek 16 (przeszłość Nikczemnej Czarownicy)
  - i sezon 3 odcinek 20 (Dorotka i Glinda)
  - sezon 5 odcinek 16 (Dorotka i Strach na wróble),
  - sezon 6 odcinek 18 (metalowy drwal),
  - i sezon 7 odcinek 17.
- Czerwony Kapturek:
  - sezon 1 odcinek 15 (centryczny)
  - sezon 2 odcinek 7 (centryczny).
- Czarnobrody:
  - sezon 3 odcinek 17
  - sezon 3 odcinek 21
  - sezon 4 odcinek 8
  - sezon 4 odcinek 22
  - sezon 6 odcinek 16
  - sezon 7 odcinek 16
- Doktor Jekyll i pan Hyde:
  - sezon 5 odcinek 22 i 23 (pan Poole)
  - sezon 6 odcinek 4 (odcinek centryczny)
- Doktor Dolittle:
  - sezon 6 odcinek 16 (wspomniany przez Reginę)
- Ezop:
  - sezon 6 odcinek 15 (barman w barze)
- Fantazja:
  - sezon 4 odcinek 4 (uczeń, miotła i czapka)
  - sezon 4 odcinek 12 (Czernabog)
  - i sezon 7 odcinek 21 (Uczeń Czarodzieja)
- Flecista z Hameln:
  - sezon 3 odcinek 4 (centryczny),
- Frankenstein:
  - sezon 2 odcinek 5 (centryczny)
  - i sezon 2 odcinek 12 (centryczny)
- Frozen/Kraina lodu:
  - sezon 4 odcinek 1,
  - sezon 4 odcinek 3,
  - sezon 4 odcinek 6,
  - sezon 4 odcinek 8
  - sezon 4 odcinek 9,
  - i sezon 7 odcinek 4 (przebrania na Halloween).
- Gwiezdne wojny:
  - sezon 3 odcinek 22 (pseudonim Emmy w Zaczarowanym Lesie - „Leia”).
- Hokus pokus (film):
  - sezon 7 odcinek 4 (przebrania na Halloween).
- Hamlet:
  - sezon 6 odcinek 12.
- Harry Potter i Insygnia Śmierci (powieść):
  - sezon 3 odcinek 20 (wisior Zeleny - horkruks).
- Harry Potter i Insygnia Śmierci: Część II (film):
  - sezon 7 odcinek 22 (śmierć Rumplestiltskina z Krainy Życzenia).
- Hrabia Monte Christo:
  - sezon 6 odcinek 2,
- Hua Mulan:
  - sezon 2 odcinek 11 (centryczny),
  - sezon 5 odcinek 9 (pomoc Meridzie),
- Jaś i magiczna fasola:
  - sezon 2 odcinek 6 (centryczny)
  - sezon 7 odcinek 8
- Iniemamocni (film):
  - sezon 7 odcinek 4 (przebrania na Halloween).
- Jednorożec:
  - sezon 1 odcinek 2 (u Maleficent)
  - i sezon 2 odcinek 5 (przy szkoleniu Reginy)
- Jaś i Małgosia:
  - sezon 1 odcinek 9 (centryczny w Zaczarowanym Lesie),
  - i sezon 7 odcinek 17 (centryczny w krainie Oz).
- kapitan Hook:
  - sezon 2 odcinek 4 (Hook z „krokodylem”),
  - sezon 3 odcinek 5 (Hook),
  - sezon 3 odcinek 17 (Hook z Ariel),
  - sezon 4 odcinek 15 (Hook z Urszulą „morską wiedźmą” i Ariel),
  - sezon 5 odcinek 15 (Hook z kapitanem Johnem „Silverem”),
  - sezon 6 odcinek 6 (Hook z kapitanem Nemo),
  - sezon 7 odcinek 2 (Hook z Emmą)
  - i sezon 7 odcinek 21 (Piotruś Pan)
- Kapitan Nemo:
  - sezon 6 odcinek 6
  - i sezon 6 odcinek 15
- Kopciuszek (baśń):
  - sezon 1 odcinek 4
  - sezon 6 odcinek 3
  - sezon 7 (biologiczna matka Kopciuszka)
  - Sezon 7 odcinek 9 (biologiczna matka Kopciuszka)
- Królewna Śnieżka:
  - sezon 1 odcinek 1,
  - sezon 1 odcinek 2,
  - sezon 1 odcinek 3,
  - sezon 1 odcinek 7,
  - sezon 1 odcinek 10,
  - sezon 1 odcinek 11,
  - sezon 1 odcinek 16,
  - sezon 1 odcinek 18,
  - sezon 1 odcinek 21,
  - sezon 1 odcinek 22,
  - sezon 2 odcinek 3,
  - sezon 2 odcinek 10,
  - sezon 2 odcinek 15,
  - sezon 2 odcinek 20,
  - sezon 3 odcinek 2,
  - sezon 3 odcinek 6,
  - sezon 3 odcinek 10,
  - sezon 3 odcinek 19,
  - sezon 3 odcinek 21,
  - sezon 3 odcinek 22,
  - sezon 4 odcinek 13,
  - sezon 4 odcinek 16,
  - sezon 4 odcinek 18 (śmierć Cruelli, identyczna jak „Złej Królowej” z animacji Disneya),
  - sezon 4 odcinek 21,
  - sezon 4 odcinek 22,
  - sezon 5 odcinek 12,
  - sezon 5 odcinek 13,
  - sezon 6 odcinek 2,
  - sezon 6 odcinek 7.
  - sezon 6 odcinek 14
  - i sezon 7 odcinek 4 (przebrania na Halloween).
- Królowa Śniegu:
  - sezon 4 odcinek 7 (przeszłość postaci),
  - sezon 4 odcinek 8 (klątwa strzaskanych wyobrażeń),
  - i sezon 4 odcinek 10 (przeszłość postaci)
- Książę i żebrak:
  - sezon 1 odcinek 6 (centryczny),
  - sezon 2 odcinek 13,
  - sezon 5 odcinek 12,
  - sezon 5 odcinek 19
  - i sezon 6 odcinek 12.
- Księżniczka i żaba:
  - sezon 7 odcinek 5,
  - sezon 7 odcinek 12
  - i sezon 7 odcinek 18.
- Legendy arturiańskie:
  - sezon 1 odcinek 13 (syrena z jeziora),
  - sezon 2 odcinek 3 (Lancelot),
  - sezon 3 odcinek 2 (fałszywy Excalibur),
  - sezon 4 odcinek 11 i sezon 5 odcinek 4 (rękawica z Camelotu),
  - sezon 5 odcinek 1 (wyciągnięcie Excalibura),
  - sezon 5 odcinek 2 (Merlin uwięziony w drzewie),
  - sezon 5 odcinek 3 (Okrągły Stół),
  - sezon 5 odcinek 4 (romans Lancelota z Ginewrą),
  - sezon 5 odcinek 5 (zmiana Merlina w drzewo),
  - sezon 5 odcinek 7 (romans Merlina z Nimue i scalenie Excalibura)
  - i sezon 5 odcinek 8.
- Lot nad kukułczym gniazdem
  - sezon 1 odcinek 12 (wizyta Reginy u pielęgniarki do Belle),
  - sezon 1 odcinek 22 (wizyta Jefferona u pielęgniarki do Belle)
  - i sezon 5 odcinek 1 (wizyta Hooka u pielęgniarki do Zeleny)
- Mała syrenka:
  - sezon 3 odcinek 6 (Ariel i fałszywa Urszula),
  - sezon 3 odcinek 17 (Ariel),
  - sezon 4 odcinek 15 (odcinek Urszulo-centryczny)
  - i sezon 7 odcinek 21 (Ariel)
- Mary Reilly:
  - sezon 6 odcinek 4 (odcinek centryczny)
- Merida Waleczna:
  - sezon 5 odcinek 1,
  - sezon 5 odcinek 6 (uratowanie trojaczków),
  - i sezon 5 odcinek 9 (retrospekcja z rodzicami)
- Mitologia grecka:
  - sezon 1 odcinek 6 oraz 13 (król Midas),
  - sezon 3 odcinek 5 (pióra Pegaza uniosły statek),
  - sezon 3 odcinek 4 (fletnia Pana),
  - sezon 3 odcinki 7-10 (puszka Pandory),
  - sezon 3 odcinek 10 (Meduza),
  - sezon 4 odcinek 15 (Posejdon),
  - sezon 5 odcinek 2 (Erynia i Charon)
  - sezon 5 odcinek 12 (Hades)
  - sezon 5 odcinek 13 (Cerber, Herkules i Megara)
  - sezon 5 odcinek 20 (wspomnienie Orfeusza i Eurydyki)
  - sezon 6 odcinek 1 (Morfeusz)
  - i sezon 6 odcinek 14 (strzały Kupidyna).
- Moby Dick:
  - sezon 7 odcinek 13 (kapitan Ahab)
- Podróże w czasie:
  - sezon 3 odcinek 21 (Emma poznała rodziców, przed tym jak ją poczęli).
  - sezon 3 odcinek 22 (współczesny Hook ogłuszył swoja młodszą wersję).
  - sezon 7 odcinek 20 (starszy Henry zadzwonił do młodszej wersji siebie).
  - sezon 7 odcinek 21 (starsza Robin/Margot odwiedziła matkę z młodszą wersja siebie w Storybrooke).
- Nawiedzony dwór:
  - sezon 7 odcinek 11 (Madame Leota)
- Odlot (film):
  - sezon 7 odcinek 4 (historia Belle i Golda).
- Piękna i Bestia:
  - sezon 1 odcinek 12,
  - sezon 2 odcinek 19 (podarowanie biblioteki),
  - sezon 3 odcinek 15 (świecznik Lumiere),
  - sezon 4 odcinek 1 (taniec w sali),
  - sezon 4 odcinek 11,
  - sezon 5 odcinek 17 (historia Gastona i Belle)
  - sezon 6 odcinek 9 (zła wróżka)
  - sezon 6 odcinek 1 (taniec w sali),
  - i sezon 7 odcinek 4 (Belle i Gold).
- Pinokio (powieść):
  - sezon 1 odcinek 5 (świerszcz)
  - sezon 1 odcinek 20 (przeszłość syna Gepetta)
  - sezon 2 odcinek 18 (zmiana w drewno)
  - sezon 4 odcinek 15 (rosnący nos od kłamstw)
  - i sezon 6 odcinek 12 (Wyspa Przyjemności)
- Piotruś i Wilk:
  - sezon 1 odcinek 15
- Piotruś Pan (powieść):
  - sezon 2 odcinek 21,
  - sezon 2 odcinek 22,
  - sezon 3 odcinek 1,
  - sezon 3 odcinek 3,
  - sezon 3 odcinek 4,
  - sezon 3 odcinek 5,
  - sezon 3 odcinek 8 (odcinek Piotrusio-centryczny),
- Pocahontas:
  - sezon 4 odcinek 13 (Babcia Wierzba/Drzewo Mądrości)
- Ralph Demolka:
  - sezon 7 odcinek 5 (podwładny Victorii).
- Robin Hood:
  - sezon 2 odcinek 19 (odcinek Robino-centryczny)
  - i sezon 4 odcinek 17 (odcinek Robino-centryczny)
- Roszpunka (baśń):
  - sezon 3 odcinek 14
  - sezon 7 odcinek 7 (Hook i Gertruda)
  - sezon 7 odcinek 9 (Roszpunka i Gertruda)
  - sezon 7 odcinek 19 (młodość Gertrudy)
- Ratatuj:
  - sezon 7 odcinek 2, 8, 12 i 21 (postać Remy)
- Śpiąca królewna (baśń):
  - sezon 2 odcinek 1,
  - sezon 4 odcinek 14 (odcinek Maleficento-centryczny),
  - sezon 4 odcinek 16 (odcinek Maleficento-centryczny)
  - i sezon 7 odcinek 21
- Titelitury:
  - sezon 1 odcinek 8,
  - sezon 1 odcinek 19,
  - sezon 2 odcinek 4,
  - sezon 2 odcinek 14,
  - i sezon 2 odcinek 16 (córka młynarza).
- Trzy koziołki:
  - sezon 1 odcinek 3
  - i sezon 3 odcinek 22.
- Wyspa skarbów:
  - sezon 5 odcinek 15 (John „Długi John” Silver)
- Zakochany kundel:
  - sezon 4 odcinek 4 (scena jedzenia spaghetti)
- Złotowłosa i trzy niedźwiadki:
  - sezon 6 odcinek 5 (w salonie piękności)

## Spis odcinków
| Sezon | Sezon | Odcinki | Pierwsza emisja      | Pierwsza emisja | Pierwsza emisja  | Pierwsza emisja  | Wydanie DVD (Region 1) |
| Sezon | Sezon | Odcinki | Premiera             | Finał           | Premiera         | Finał            | Wydanie DVD (Region 1) |
| ----- | ----- | ------- | -------------------- | --------------- | ---------------- | ---------------- | ---------------------- |
|       | 1     | 22      | 23 października 2011 | 13 maja 2012    | 8 lipca 2012     | 16 września 2012 | 28 sierpnia 2012       |
|       | 2     | 22      | 30 września 2012     | 12 maja 2013    | 2 grudnia 2012   | 19 maja 2013     | 13 sierpnia 2013       |
|       | 3     | 22      | 29 września 2013     | 11 maja 2014    | 10 grudnia 2013  | 27 maja 2014     | 19 sierpnia 2014       |
|       | 4     | 22      | 28 września 2014     | 10 maja 2015    | 4 stycznia 2015  | 24 maja 2015     | Sierpień 2015          |
|       | 5     | 23      | 27 września 2015     | 15 maja 2016    | 10 stycznia 2016 | 29 maja 2016     | brak danych            |
|       | 6     | 22      | 25 września 2016     | 14 maja 2017    | 15 stycznia 2017 | 18 czerwca 2017  | brak danych            |
|       | 7     | 22      | 6 października 2017  | 18 maja 2018    | brak danych      | brak danych      | brak danych            |

## Nagrody i nominacje
Satelity 2011
- nominacja: Najlepszy serial

People’s Choice Award
- nominacja: Ulubiony nowy serial dramatyczny

Teen Choice Awards
- nominacja: Ulubiony serial fantasy / science-fiction
- nominacja: Ulubiona aktorka w serialu fantasy / science-fiction Ginnifer Goodwin